# Штубентор (станція метро)
48°12′25″ пн. ш. 16°22′45″ сх. д. / 48.2069° пн. ш. 16.3793° сх. д.
«Штубентор» ( Stubentor) — станція Віденського метрополітену, розміщена на лінії U3 між станціями «Штефанс-плац» і «Ландштрасе». Відкрита 6 квітня 1991 року у складі дільниці «Ердберг» — «Фолькстеатер».
Розташована в 1-му районі Відня (Іннере-Штадт).